# Gręzino
Gręzino (niem. Granzin, Kreis Belgard) – mała osada w Polsce położona w województwie zachodniopomorskim, w powiecie świdwińskim, w gminie Rąbino.
W latach 1975–1998 wieś należała do woj. koszalińskiego.